# Crystal City (Metro de Washington)
Crystal City es una estación subterránea en la línea Amarilla y la línea Azul del Metro de Washington, administrada por la Autoridad de Tránsito del Área Metropolitana de Washington. La estación se encuentra localizada entre la Calle 18 y Jefferson Davis Memorial Highway y en South Bell Street en el condado de Arlington en Virginia.  La estación fue inaugurada el 1 de julio de 1977.

## Conexiones
WMATA Metrobus
Arlington Transit
Fairfax Connector
Loundoun County Commuter
OmniRide Commuter